# История административно-территориального деления Казахстана
| Уральская область     | Тургайская область      |
| Акмолинская область   | Семипалатинская область |
| Семиреченская область | Сырдарьинская область   |
| Самаркандская область | Ферганская область      |
| Хивинское ханство     | Бухарский эмират        |
| Закаспийская область  |                         |

## Российская империя
К началу XX века территория современного Казахстана входила в состав семи областей:
1. Закаспийская область
2. Уральская область
3. Тургайская область
4. Акмолинская область
5. Семипалатинская область
6. Семиреченская область
7. Сырдарьинская область

Букеевская Орда входила в состав Астраханской губернии.

## Советский период
- 1920. Образована Киргизская АССР в составе РСФСР со столицей в Оренбурге.
- 1925. Киргизская АССР переименована в Казакскую АССР, с центром в Кзыл-Орде, республиканским Съездом Советов восстановлено именование народа на русском языке в соответствии с самоназванием.
- 1927. Столица Казакской АССР перенесена в Алма-Ату.
- 1928. Ликвидированы все губернии Казакской АССР, а её территория разделена на 13 округов (Адаевский, Акмолинский, Актюбинский, Алма-Атинский, Гурьевский, Каркаралинский, Кзыл-Ординский, Кустанайский, Павлодарский, Петропавловский (Кзыл-Джарский), Семипалатинский, Сыр-Дарьинский и Уральский).
- 1929. Упразднён Адаевский округ.
- 1930. Кара-Калпакская АО выведена из состава Казакской АССР и подчинена непосредственно РСФСР. Все округа упразднены.
- 1932. Вся территория вдоль залива Кара-Богаз-Гол, до этого входившая в состав Казакской АССР, передана в состав Туркменской ССР[1].
- 1933. Президиум ВЦИК утвердил новое административно-территориальное деление Казакской АССР взамен существующего в составе шести областей (Актюбинская, Алма-атинская, Восточноказахская, Западноказахская, Карагандинская, Южноказахская), разделённых на сто двадцать три района и один округ (Гурьевский)[2]
- 1934. Участок территории на севере республики был передан новообразованной Оренбургской области РСФСР. Образован Каркаралинский округ.
- 1936. С принятием новой конституции статус Казахской АССР был повышен до союзной республики и она была выведена из состава РСФСР. Во избежание путаницы с представителями казачества, титульную нацию республики стали называть казахи, а республику, соответственно, Казахская ССР. Образованы две новых области — Кустанайская и Северо-Казахстанская. Упразднены Гурьевский и Каркаралинский округа.
- 1938. Образованы Гурьевская, Кзыл-Ординская и Павлодарская области.
- 1939. Образованы Акмолинская, Джамбульская и Семипалатинская области.
- 1944. Образованы Кокчетавская и Талды-Курганская области.
- 1959. Упразднена Талды-Курганская область.
- 1960. Упразднена Акмолинская область.
- 1961. Акмолинская область восстановлена под именем Целиноградской.
- 1962. Западно-Казахстанская область переименована в Уральскую, Южно-Казахстанская — в Чимкентскую. Образованы 3 края:
  - Западно-Казахстанский (Актюбинская, Гурьевская, Уральская области).
  - Целинный (Кокчетавская, Кустанайская, Павлодарская, Северо-Казахстанская, Целиноградская области).
  - Южно-Казахстанский (Джамбульская, Кзыл-Ординская, Чимкентская области).
- 1964. Все 3 края упразднены.
- 1967. Восстановлена Талды-Курганская область.
- 1970. Образована Тургайская область.
- 1973. Образованы Джезказганская и Мангышлакская области.
- 1988. Упразднены Мангышлакская и Тургайская области.
- 1990. Восстановлены Тургайская и Мангистауская (бывшая Мангышлакская) области.

## Постсоветский период
- 1991. Провозглашена независимость Казахстана.
- 1992. Гурьевская область переименована в Атыраускую, Целиноградская — в Акмолинскую, Алма-Атинская — в Алматинскую. Уральской области возвращено название Западно-Казахстанская, Чимкентской — Южно-Казахстанская.
- 1993. Административно-территориальная реформа в Казахстане
- 1993. Джамбульская область переименована в Жамбылскую, Кокчетавская — в Кокшетаускую, Талды-Курганская — в Талдыкорганскую.
- 1995. Джезказганская область переименована в Жезказганскую.
- 1996. Кзыл-Ординская область переименована в Кызылординскую, Кустанайская — в Костанайскую.
- 1997. Упразднены Жезказганская, Кокшетауская, Семипалатинская, Талдыкорганская и Тургайская области. Изменено внутриобластное деление (районы). Столица Казахстана перенесена в Акмолу.
- 1998. Город Акмола — столица Республики Казахстан — был переименован в Астану[3].
- 1999. Часть районов Северо-Казахстанской области (с городом Кокшетау) переданы Акмолинской области (центр Акмолинской области переведён из Астаны в Кокшетау).
- 2001. Областной центр Алматинской области перенесён в Талдыкорган.
- 2018. Город Шымкент выделен из Южно-Казахстанской области, ему придан статус города республиканского значения, областной центр перенесён в г. Туркестан, а область переименована в Туркестанскую.
- 2019. Город Астана — столица государства переименована в Нур-Султан[4] в честь первого президента Казахстана Нурсултана Назарбаева.

- 2022. Президент Казахстана Касым-Жомарт Токаев объявил о том, что следует произвести значительные изменения в административной устройстве Казахстана[5]:

 — восстановить прежнюю Джезказганскую область под названием Улытауская область с административным центром в Жезказгане (выделив её из Карагандинской области, в которую была включена в 1997 году),
 — восстановить прежнюю Семипалатинскую область под названием Абайская область с административным центром в Семее  (выделив её из Восточно-Казахстанской области, в которую была включена в 1997 году),
 — восстановить прежнюю Талды-Курганскую область под названием Жетысуская область с административным центром в Талдыкоргане  (выделив её из Алматинской области области, в которую была включена в 1997 году),
 — центром Алматинской области сделать город Капшагай, а в случае, если местное население выразит желание, переименовать этот город в честь Динмухамеда Кунаева.
- 2022. Город Нур-Султан — столица государства переименован в Астану.[6]

## Административно-территориальное деление Казахской ССР и современного Казахстана

### Северный,ЦентральныйиВосточный Казахстан
| №  | регион                         | административный центр | площадь     | население, чел. | Область по современному делению |
| -- | ------------------------------ | ---------------------- | ----------- | --------------- | --- |
| 3  | Восточно-Казахстанская область | Усть-Каменогорск       | 97 300 км²  | 935 000         | Без изменений. |
| 7  | Карагандинская область         | Караганда              | 117 900 км² | 1 368 000       | северная часть укрупнённой Карагандинской области. (южная часть — бывшая Джезказганская область; западная — Нуринский район Целиноградской области) |
| 9  | Кокчетавская область           | Кокчетав               | 78 100 км²  | 652 000         | северные районы в составе Северо-Казахстанской области, южные (г\с Кокчетав\Кокшетау, Биржан-Сальский, Бурабайский, Зерендинский) в составе Акмолинской. Кокчетав — столица Акмолинской области |
| 10 | Кустанайская область           | Кустанай               | 114 500 км² | 1 043 000       | переименована: Костанайская область |
| 12 | Павлодарская область           | Павлодар               | 127 500 км² | 934 000         | без изменений |
| 13 | Северо-Казахстанская область   | Петропавловск          | 44 300 км²  | 606 000         | северная часть укрупнённой Северо-Казахстанской области |
| 14 | Семипалатинская область        | Семипалатинск          | 179 600 км² | 816 000         | Переименована в Абайскую область |
| 16 | Тургайская область             | Аркалык                | 111 900 км² | 322 000         | разделена между Костанайской и Акмолинской областями |
| 18 | Целиноградская область         | Целиноград             | 92 100 км²  | 859 000         | Целиноград (он же Акмолинск/Акмола/Астана/Нур-Султан) — столица Казахстана, город республиканского значения, выведен из состава области. Область переименована в Акмолинскую, укрупнена за счет южных районов бывшей Кокчетавской области. Нуринский район передан Карагандинской области. Адм.центр Акмолинской области — Кокчетав/Кокшетау |

### ЗападныйиЮжный Казахстан
| №  | регион                   | административный центр | площадь     | население (чел.) | Область по современному делению |
| -- | ------------------------ | ---------------------- | ----------- | ---------------- | --- |
| 1  | Актюбинская область      | Актюбинск              | 298 700 км² | 720 000          | без изменений |
| 2  | Алма-Атинская область    | Алма-Ата               | 105 100 км² | 2 032 000        | переименована: Алматинская область. Адм.центр Алматинской области — Кунаев                                                                     |
| 4  | Гурьевская область       | Гурьев                 | 113 400 км² | 403 000          | переименована: Атырауская область |
| 5  | Джамбульская область     | Джамбул                | 144 200 км² | 1 016 000        | переименована: Жамбылская область |
| 6  | Джезказганская область   | Джезказган             | 313 400 км² | 477 000          | Актогайский район, г\с Балхаш, г\с Приозёрск, Четский район вошли в состав Карагандинской области. Также - переименована в Улытаускую область. |
| 8  | Кзыл-Ординская область   | Кзыл-Орда              | 228 100 км² | 625 000          | переименована: Кызылординская область |
| 11 | Мангистауская область    | Шевченко               | 165 100 км² | 327 000          | без изменений |
| 15 | Талды-Курганская область | Талды-Курган           | 118 500 км² | 709 000          | Переименована в Жетысуйскую область |
| 17 | Уральская область        | Уральск                | 151 200 км² | 620 000          | переименована: Западно-Казахстанская область                                                                                                   |
| 19 | Чимкентская область      | Чимкент                | 116 300 км² | 1 780 000        | переименована: Туркестанская область г\с Чимкент выведен в город республиканского подчинения Шымкент                                           |

Население на 1 января 1987 года.